# 阿波池田郵便局
阿波池田郵便局（あわいけだゆうびんきょく）は、徳島県三好市池田町マチ2173-7にある郵便局。民営化前の分類では集配普通郵便局であった。

## 沿革
- 1873年（明治6年） - 池田郵便取扱所として開設[1]。
- 1875年（明治8年）1月1日 - 池田郵便局（五等）となる。
- 1894年（明治27年）3月16日 - 池田郵便電信局となる。
- 1903年（明治36年）4月1日 - 通信官署官制の施行に伴い池田郵便局となる。
- 1949年（昭和24年）3月31日 - 特定郵便局から普通郵便局に局種別改定[2]。
- 1949年（昭和24年）5月1日 - 阿波池田郵便局に改称。
- 1955年（昭和30年）6月1日 - 電話通話事務の取扱を開始[3]。
- 1956年（昭和31年）10月1日 - 和文電報受付事務の取扱を開始。
- 1971年（昭和46年）3月 - 局舎新築落成。
- 1979年（昭和54年）6月25日 - 箸蔵郵便局から集配業務を移管。
- 1996年（平成8年）7月1日 - 外国通貨の両替および旅行小切手の売買に関する業務取扱を開始。
- 2002年（平成14年）7月1日 - 白地郵便局から「778-52xx」区域[4]の集配業務を移管。
- 2007年（平成19年）10月1日 - 民営化に伴い、併設された郵便事業阿波池田支店に一部業務を移管。
- 2012年（平成24年）10月1日 - 日本郵便株式会社の発足に伴い、郵便事業阿波池田支店を阿波池田郵便局に統合。
- 2013年（平成25年）5月20日 - 三縄郵便局から「779-51xx」区域の集配業務を移管。

## 取扱内容
- 郵便、印紙、ゆうパック、内容証明
- 貯金、為替、振替、振込、国際送金、国債、投資信託
- 生命保険、バイク自賠責保険、自動車保険、変額年金保険
- ゆうちょ銀行ATM
- 「778-00xx」「778-52xx」「779-51xx」区域（三好市（旧池田町域の一部、旧西祖谷山村域の一部））の集配業務
- ゆうゆう窓口

## 風景印
- 図柄は放流中の池田ダム。局名表記は「阿波池田」
- 使用開始日は1975年（昭和50年）11月1日

## 周辺
- 三好市役所
- 三好警察署
- 徳島県立池田高等学校
- 阿波池田バスターミナル
- 国道32号
- 吉野川

## アクセス
- JR土讃線 阿波池田駅から北へ約200m（徒歩約3分）
- 四国交通バス 池田駅前停留所下車
- 徳島自動車道 井川池田ICから西へ約2.5km
- 駐車場あり：6台